# 知床半島
座標: 北緯44度02分00秒 東経145度05分00秒 / 北緯44.033333度 東経145.083333度

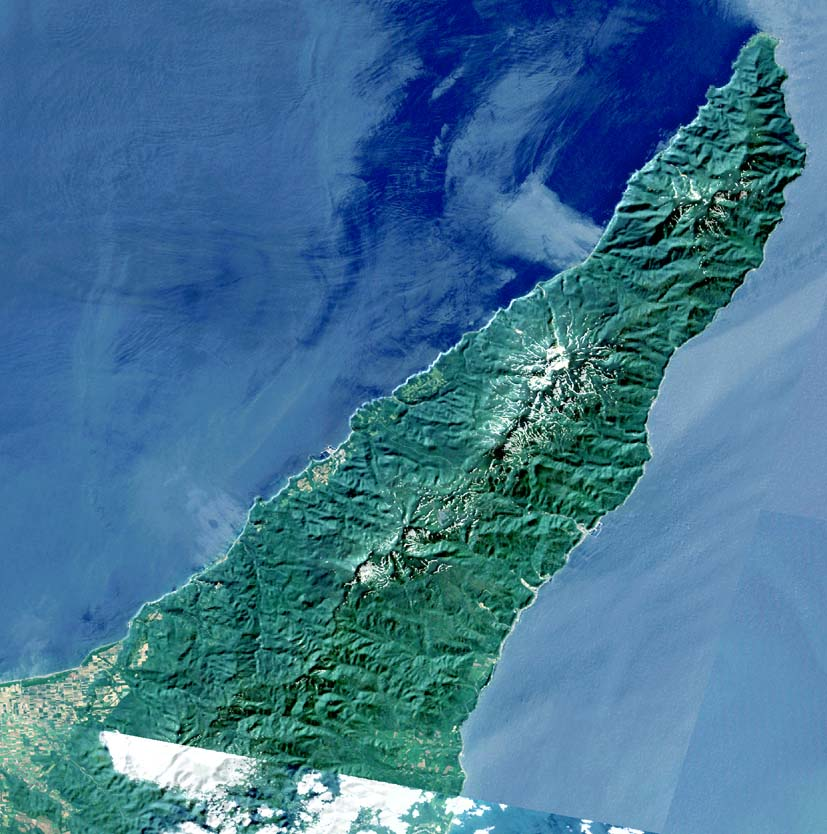
知床半島のランドサット衛星写真
スペースシャトル標高データ使用。

知床半島（しれとこはんとう）は、北海道東部の斜里郡斜里町と目梨郡羅臼町にまたがる、オホーツク海の南端に突出した半島。長さ約70km、基部の幅が25kmの狭長な半島であり、西側がオホーツク海、東側が根室海峡に面している。また、半島東側には国後島が平行する形で横たわっている。

## 地名の由来
アイヌ語の「シㇼ・エトㇰ（シレトク、sir etok）」または「シㇼ・エトコ（sir-etoko）」（地山の先、あるいは地山の突き出た所、陸地の突端部、岬）を意味している。元々は知床半島全体を指す地名ではなく知床岬の東側にある小さな岬の地名だったとされている。

## 地理・地質
半島中央部に最高峰の羅臼岳をはじめとする山々（知床連山・知床連峰・山の一覧は後述）があり、一部に海岸段丘が見られる他は稜線から海岸まで平地がほとんど見られない急峻な半島となっている。このうち、知床岬から知西別岳一帯と周辺の海洋区域約60,000ヘクタールが「知床国立公園」となっており、「遠音別岳原生自然環境保全地域」を含む71,100ヘクタールが「世界自然遺産登録地域」となっている。
知床半島はプレート運動や火山活動、海食などの地形形成作用により造成されていることから、奇岩や海食崖、火山地形などの多様な景観が形成されている。

## 気候

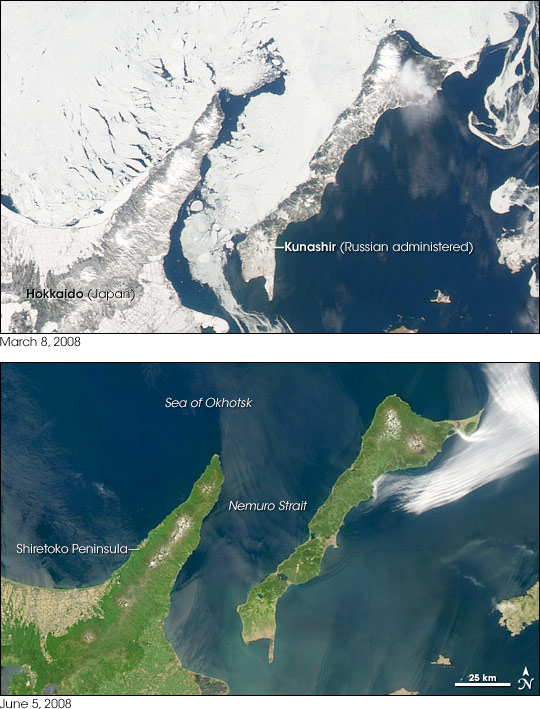
流氷に覆われた知床半島・国後島沿岸海域(上)と、初夏の同地域(下)
アメリカ航空宇宙局（NASA）作成）

知床半島はオホーツク海に突き出していることから海洋の影響を強く受け、道東の中で最も積雪量の多い地域の1つとなっている。また、知床連山は半島の東西の気候に影響を及ぼし、気温や降水量に大きな地域差を生んでいる。東に位置する羅臼側は、夏期に湿気を含んだ海からの南東風が知床連山に当たるため雨が多く、海霧により低温になる。冬期は海洋性気候の影響により降雪が比較的多く、気温も比較的高くなる。一方、西に位置する斜里側は、夏期は知床連山の北でフェーン現象により高温地域になり、降水量が少ない。冬期は北西季節風の影響に加えて、流氷が海水に比べ太陽光線をより反射してしまう効果や、流氷がその下の海水からの熱を遮断する効果により気温が低下する。
オホーツク海は地形的・地理的条件により流氷ができる海洋として北半球で最も低緯度に位置する季節海氷域となっている。流氷下にはアイスアルジー（海氷内や海氷の底で増殖する藻類）が増殖し、流氷形成時の鉛直混合により作られる栄養塩の豊富な中層水が表層に運ばれることで植物プランクトンの大増殖が生じ、それを餌とする動物プランクトン、高次消費者である魚類や海棲哺乳類（海獣）、陸上の生物にまでつながる食物連鎖が形成されている。

## 生物
知床半島には、比較的低い標高域から高山帯の植生であるハイマツの低木林や高山植物が発達し、多様な植生が垂直的に分布している。海岸には、断崖や土壌未発達地を中心に高山帯・寒帯から亜高山帯・亜寒帯の植物が主体となる群落が成立している。低標高地の森林は、ミズナラやイタヤカエデなどからなる冷温帯性落葉広葉樹林、トドマツやアカエゾマツなどからなる亜寒帯性常緑針葉樹林とこれらが混生した混交林がモザイク的に併存している。森林限界を越えると、ハイマツ低木林が非常に広く発達し、その中に風衝地、雪田、湿原群落が局在している。高山植生は、比較的低い標高であるにもかかわらず多様な植物群落から構成されている。
植物相は北方系と南方系の植物が混在し、多様な植物相を形成している。知床半島の陸上の維管束植物は107科872種からなり、そのうち233種が高山植物となっている。この中にはシレトコスミレ、チシマコハマギク、エゾモメンヅルなどの希少種を含んでいる。知床半島沿岸海域は、千島列島やサハリンにも分布域を持つ寒流系の海藻と北海道以南に分布域を持つ暖流系の海藻の両系が見られ、季節海氷域でありながら暖流系の海藻を多く含む特異な海藻相となっている。海藻は知床半島沿岸で140種の生育が確認されている。この中には分布域の狭い固有種のアツバスジコンブも含まれる。
知床半島は原生的な状態が維持されてきたが、1980年代以降急激にエゾシカが増加し、主要な越冬地では高密度状態の長期化が見られる。
知床には手つかずの原生的な自然が残されているため、かつて北海道に広く生息していた北方及び南方由来の哺乳類、鳥類がほとんど生息しており、多様性に富んでいる。このうち、哺乳類は陸上哺乳類36種、海棲哺乳類22種以上の生息が知床半島及びその沿岸海域で確認されている。これらの中にはセミクジラ（最も希少な大型鯨類の一種とされる）、ナガスクジラ、トドといった国際的に希少な種も含まれている。2015年にはホッキョククジラが国内で初めて遊泳する姿も見られ、白いシャチが2019年と2021年に2個体ずつ確認された。「クジラの見える丘公園」はミンククジラやカマイルカ等の他、マッコウクジラやツチクジラ等の深海性の鯨類が陸上から観察できる稀有な場所の一つであり、2019年に新種として発表された「クロツチクジラ（英語版）」が新種登録以前から確認されてきた。
また、キタキツネやヒグマやエゾシカといった陸上哺乳類が高密度で生息しており、知床半島は質の高い生息地となっている。特にヒグマは世界有数の高密度状態で維持されている。さらに、知床半島沿岸海域は海棲哺乳類にとって越冬、摂餌、繁殖のために重要な場所となっている。鳥類は285種が知床半島で記録されている。世界遺産地域内では、これまでに天然記念物に指定されているシマフクロウ、オジロワシ及びクマゲラの繁殖、オオワシの越冬が確認されている。国立公園及び周辺地域は、シマフクロウにとっては国内で繁殖するつがいの約半数が生息している最も重要な繁殖地であり、オオワシにとっては越冬個体数が1,000羽以上になる世界的に重要な越冬地になっている。魚類は淡水魚類42種、海水魚類261種が知床半島及び沿岸海域で確認されている。河川では、サケ類が著しく優占していることが大きな特徴となっている。この他、爬虫類8種、両生類3種、昆虫類2,500種以上の生息が知床半島で報告されている。北海道最後のニホンカワウソの記録は斜里川であった。

## 歴史
知床半島には、数千年に遡る先史時代の遺跡が数多く残されている。中でも10世紀前後にオホーツク海沿岸で栄えた北方の漁猟民族によるオホーツク文化の影響を受けて、アイヌの人々はシマフクロウやヒグマ、シャチなどを神と崇め、狩猟や漁撈、植物採取などをしながら豊かな自然を大切にした文化を育んできた。
知床半島における漁業は19世紀からの漁場運営が始まりである。羅臼側では、1880年代から主に富山県からの移住者によってタラ漁を中心とした本格的な漁業開拓が始まった。また、羅臼側の知床半島先端部地区においては、数百人の漁業者が夏期に居住しながらコンブ漁などの生産活動に従事していた。斜里側では、第二次世界大戦前まで少規模な定置網漁業が営まれていたが、戦後は引揚者らによる漁場開拓が急速に進み、さけます定置網漁業が発展した。斜里側の岩尾別地区と幌別地区では大正時代から農業開拓が数度試みられたが、厳しい自然環境や社会環境の変化などにより、1975年（昭和50年）頃までに開拓者は一旦土地を離れた。同時期に自然保護の動きが強まり、1964年（昭和39年）に「知床国立公園」指定されたのをはじめとして、1980年（昭和55年）に「遠音別岳原生自然環境保全地域」、1982年（昭和57年）に「国指定知床鳥獣保護区」、1990年（平成2年）に「知床森林生態系保護地域」指定など数々の保護地域制度が適用された。また、1977年（昭和52年）から農業開拓跡地を乱開発から守るため、日本国内初のナショナルトラスト運動「しれとこ100平方メートル運動」がスタートし、1997年（平成9年）には募金目標をほぼ達成。新たに原生林回復・生物復活を目標とする「100平方メートル運動の森・トラスト」運動を展開。100年先を目指す長期全体目標、20年毎に定める中期目標、運動地内を5区画に区分して5年で一巡する5年回帰作業計画の3段階の計画に従って作業を進めている。なお、2010年（平成22年）11月9日の正式契約を以って最後に残っていた土地を取得が完了した。2005年（平成17年）の第29回世界遺産委員会において知床の「世界自然遺産」登録が決まった。
2006年（平成18年）、4ヶ月間に稚内から知床半島までのオホーツク海沿岸域で油汚染海鳥の死体が合わせて5,600羽も確認された。北海道による分析で大型船舶の燃料などに使われる「C重油」が付着していたことが分かったが、原因は特定されていない。
2013年（平成25年）に岩尾別川でカラフトマスの遡上が活発になる8月後半から、特定3個体の若いヒグマの目撃が急増した。すると、川沿いに現れるヒグマを撮影するために多くのカメラマンが集まり、ヒグマを取り囲むように撮影する場面があった。中にはヒグマまで数メートルという距離で撮影を行う人もいたため、人身事故の危険性が増大した。このような状況を危惧した知床世界自然遺産地域科学委員会は、同年10月に緊急声明を発表して注意を促した。船上からの観察ツアーを運営する7事業者は知床羅臼ヒグマクルーズ船協議会を設置し、ルールを定めた。ヒグマから150メートル以内になったらゆっくり接近して70メートル以上の距離を保ち、追い回さず、20分以内で引き揚げることや、海鳥の繁殖期には営巣地に接近しないように求めている。
2022年（令和4年）4月23日、知床遊覧船沈没事故が発生している。

## 北方四島の自然

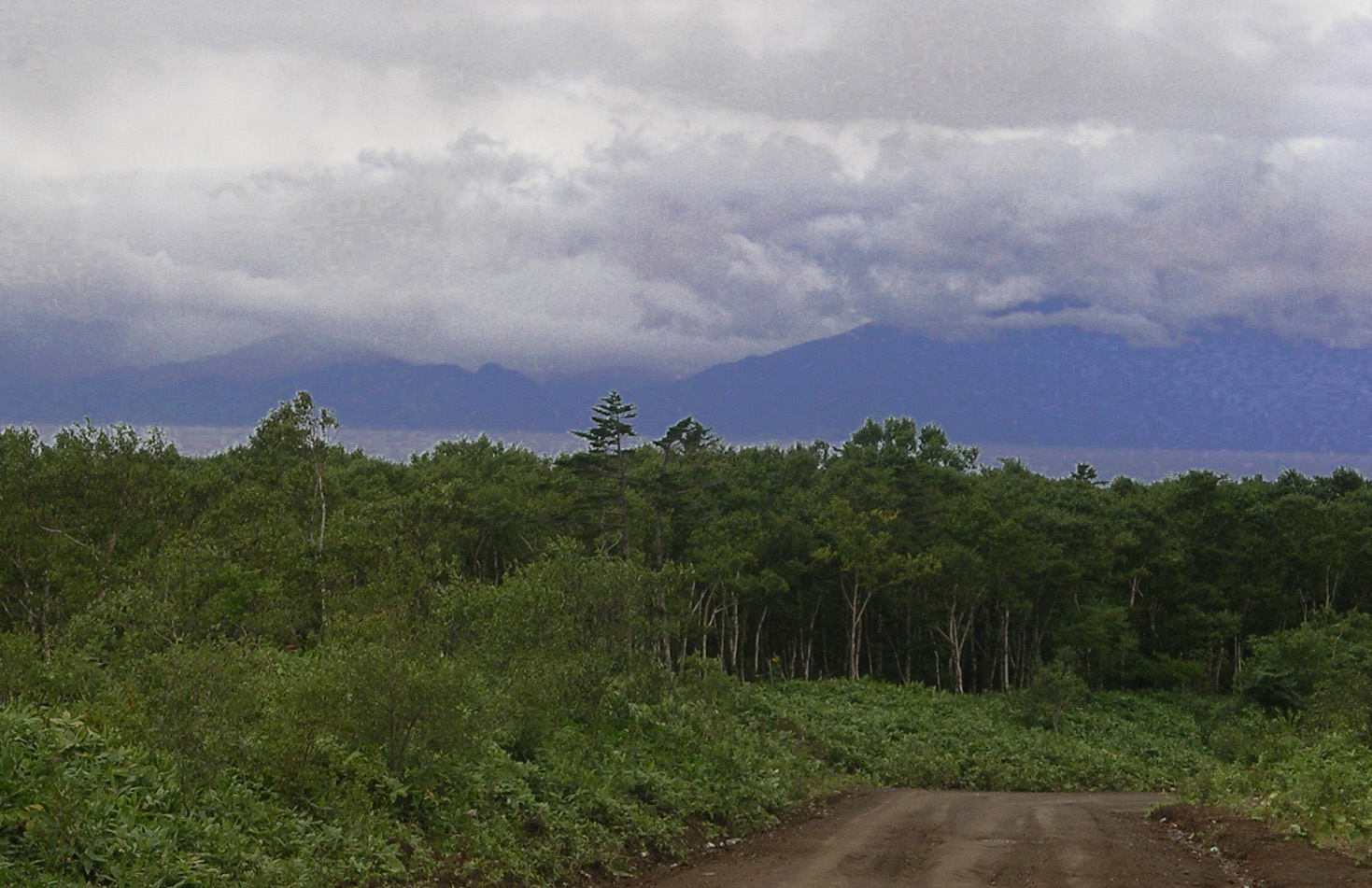
国後島から望む知床半島（9月）

根室海峡はロシア語地名で「クナシルスキー海峡」 （Кунаширский пролив）と呼ばれ、対岸にはロシアが実効支配している北方領土の1つである国後島（ロシア語地名はクナシル島 Остров Кунашир）が伸びている。
国後島の自然は、ソビエト連邦政府が1984年に設立した「ロシア国立クリリスキー自然保護区」によって保護されており、国後島の生物は根室海峡を挟んで知床半島と交流している。オジロワシは、北方四島から知床半島にかけて冬に3,000羽前後がサハリン州や沿海州方面から飛来する。2005年（平成17年）に知床の世界遺産登録に関して国際自然保護連合（IUCN）がまとめた評価書において「知床と近隣の諸島（北方四島）には環境や生態系に類似性が認められる」こと、「関係国が遺産の保護推進に合意できれば『世界遺産平和公園』（World Heritage Peace Park）として発展させる」という可能性について言及している。

## 知床連峰を構成する山岳の一覧
北部山岳より記す。小数点以下が記載された座標は最高点に位置する三角点の座標。三角点の等級は本来漢数字であるが、再配列可能な表のためアラビア数字で表記している。
| 名称                  | 標高     | 三角点 | 点名     | 位置                                                                | 湧出温泉               |
| --------------------- | -------- | ------ | -------- | ------------------------------------------------------------------- | ---------------------- |
| ウイーヌプリ          | 651.5m   | 3等    | 赤岩     | 北緯44度18分14秒 東経145度19分21秒 / 北緯44.30389度 東経145.32250度 | --                     |
| ポロモイ岳            | 992.1m   | 3等    | 萌礼牛   | 北緯44度15分57秒 東経145度19分11秒 / 北緯44.26583度 東経145.31972度 | --                     |
| 知床岳                | 1,253.9m | 1等    | 知床岬   | 北緯44度14分09秒 東経145度16分26秒 / 北緯44.23583度 東経145.27389度 | （相泊温泉）           |
| トッカリムイ岳        | 560.4m   | 2等    | 突狩向   | 北緯44度09分57秒 東経145度16分42秒 / 北緯44.16583度 東経145.27833度 | （セセキ温泉）         |
| ルシャ山              | 848.4 m  | 3等    | 留斜     | 北緯44度08分42秒 東経145度12分26秒 / 北緯44.14500度 東経145.20722度 | --                     |
| 知床硫黄山            | 1,562m   | 1等    | 硫黄山   | 北緯44度08分00秒 東経145度09分41秒 / 北緯44.13333度 東経145.16139度 | （カムイワッカ湯の滝） |
| 東岳                  | 1,520m   | --     | --       | 北緯44度07分43秒 東経145度10分46秒 / 北緯44.12861度 東経145.17944度 | --                     |
| 知円別岳              | 1,544m   | --     | --       | 北緯44度07分29秒 東経145度10分07秒 / 北緯44.12472度 東経145.16861度 | --                     |
| 南岳                  | 1,459m   | --     | --       | 北緯44度06分43秒 東経145度09分37秒 / 北緯44.11194度 東経145.16028度 | --                     |
| オッカバケ岳          | 1,462m   | --     | --       | 北緯44度06分16秒 東経145度08分54秒 / 北緯44.10444度 東経145.14833度 | --                     |
| サシルイ岳            | 1,564m   | --     | --       | 北緯44度05分43秒 東経145度08分37秒 / 北緯44.09528度 東経145.14361度 | --                     |
| 三ッ峰                | 1,509m   | --     | --       | 北緯44度05分03秒 東経145度07分57秒 / 北緯44.08417度 東経145.13250度 | --                     |
| 羅臼岳                | 1,660.4m | 2等    | 羅臼岳   | 北緯44度04分33秒 東経145度07分20秒 / 北緯44.07583度 東経145.12222度 | 岩尾別温泉 羅臼温泉    |
| 天頂山                | 1,046m   | --     | --       | 北緯44度02分40秒 東経145度05分09秒 / 北緯44.04444度 東経145.08583度 | --                     |
| 英嶺山                | 521.3m   | 3等    | 孵場上   | 北緯44度02分16秒 東経145度11分05秒 / 北緯44.03778度 東経145.18472度 | --                     |
| 知西別岳              | 1,317m   | --     | --       | 北緯44度01分20秒 東経145度03分04秒 / 北緯44.02222度 東経145.05111度 | （ウトロ温泉）         |
| 遠音別岳              | 1,330.2m | 1等    | 遠音別岳 | 北緯43度59分36秒 東経145度00分48秒 / 北緯43.99333度 東経145.01333度 | --                     |
| 糠真布                | 735.1 m  | 2等    | 糠真布   | 北緯43度55分47秒 東経144度52分46秒 / 北緯43.92972度 東経144.87944度 | --                     |
| ラサウヌプリ 奥遠音別 | 1,019.3m | 3等    | 奥遠音別 | 北緯43度55分37秒 東経144度58分23秒 / 北緯43.92694度 東経144.97306度 | --                     |
| 猫山                  | 553.1 m  | 2等    | 茶志別   | 北緯43度54分59秒 東経145度04分03秒 / 北緯43.91639度 東経145.06750度 | --                     |
| 海別岳                | 1,419.3m | 1等    | 海別岳   | 北緯43度52分37秒 東経144度52分36秒 / 北緯43.87694度 東経144.87667度 | --                     |
| 小海別岳              | 902 m    | --     | --       | 北緯43度52分24秒 東経144度50分01秒 / 北緯43.87333度 東経144.83361度 | --                     |
| 薫別岳                | 698.8 m  | 3等    | 薫別岳   | 北緯43度49分20秒 東経144度56分37秒 / 北緯43.82222度 東経144.94361度 | --                     |
| 錐山                  | 720.9 m  | 3等    | 錐山     | 北緯43度47分13秒 東経144度51分37秒 / 北緯43.78694度 東経144.86028度 | --                     |
| 瑠辺斯岳              | 659m     | 2等    | 瑠辺斯岳 | 北緯43度46分30秒 東経144度48分37秒 / 北緯43.77500度 東経144.81028度 | --                     |

斜里岳周辺
| 名称               | 標高                | 三角点 | 点名     | 位置                                                                | 湧出温泉   |
| ------------------ | ------------------- | ------ | -------- | ------------------------------------------------------------------- | ---------- |
| 斜里岳             | 1,547m （1,535.8m） | 2等    | 斜里岳   | 北緯43度45分56秒 東経144度43分04秒 / 北緯43.76556度 東経144.71778度 | 清里温泉   |
| 江鳶山             | 712.9m              | 1等    | 糸部山   | 北緯43度44分37秒 東経144度35分50秒 / 北緯43.74361度 東経144.59722度 | --         |
| 平岳               | 763.9 m             | 3等    | 台峰     | 北緯43度44分11秒 東経144度39分57秒 / 北緯43.73639度 東経144.66583度 | --         |
| ペクンネウシヌプリ | 836.1               | 1等    | 弁勲嶺   | 北緯43度42分57秒 東経144度52分54秒 / 北緯43.71583度 東経144.88167度 | --         |
| 尖峰               | 953 m               | --     | --       | 北緯43度42分07秒 東経144度52分55秒 / 北緯43.70194度 東経144.88194度 | --         |
| ソーキップ岳       | 1,026m              | --     | --       | 北緯43度41分53秒 東経144度50分18秒 / 北緯43.69806度 東経144.83833度 | --         |
| 俣落岳             | 1,003.3m            | 2等    | 股落岳   | 北緯43度41分37秒 東経144度48分32秒 / 北緯43.69361度 東経144.80889度 | --         |
| クテクンベツ岳     | 995m                | --     | --       | 北緯43度41分28秒 東経144度49分48秒 / 北緯43.69111度 東経144.83000度 | --         |
| サマッケヌプリ山   | 1,062.3m            | 1等    | 砂馬毛岳 | 北緯43度41分01秒 東経144度43分52秒 / 北緯43.68361度 東経144.73111度 | --         |
| 武佐岳             | 1,005.2m            | 3等    | 武佐岳   | 北緯43度40分40秒 東経144度52分55秒 / 北緯43.67778度 東経144.88194度 | 中標津温泉 |
| 標津岳             | 1,061m              | --     | --       | 北緯43度40分05秒 東経144度42分18秒 / 北緯43.66806度 東経144.70500度 | 養老牛温泉 |
| アタクッチャ       | 678.9 m             | 3等    | 越切牛   | 北緯43度38分37秒 東経144度35分48秒 / 北緯43.64361度 東経144.59667度 | --         |
| 養老牛岳           | 846.4m              | 3等    | 標津山   | 北緯43度38分11秒 東経144度39分27秒 / 北緯43.63639度 東経144.65750度 | 養老牛温泉 |
| 西竹山             | 697.9 m             | 3等    | 突呉別   | 北緯43度37分48秒 東経144度44分36秒 / 北緯43.63000度 東経144.74333度 | --         |
| シタバヌプリ山     | 640m (602.7m)       | 3等    | 余呂牛   | 北緯43度36分44秒 東経144度41分22秒 / 北緯43.61222度 東経144.68944度 | 養老牛温泉 |
| 温泉富士           | 659.8m              | 2等    | 観示守山 | 北緯43度35分59秒 東経144度38分42秒 / 北緯43.59972度 東経144.64500度 | --         |
| モアン山           | 356.2 m             | 4等    | 藻安山   | 北緯43度34分05秒 東経144度41分39秒 / 北緯43.56806度 東経144.69417度 | --         |
| カンジウシ山       | 276.9 m             | 2等    | 丸山     | 北緯43度33分06秒 東経144度40分55秒 / 北緯43.55167度 東経144.68194度 | --         |